# Eric Burdon
Eric Victor Burdon, född 11 maj 1941 i Newcastle upon Tyne, England, är en brittisk sångare. Burdon var sångare i gruppen The Animals 1963–1968, 1975–1976 och 1983, och även i gruppen War 1969–1971. Han har även gett ut musik som soloartist, bland annat albumet My Secret Life (2004).
Burdon växte upp i ett arbetarklasshem och har senare beskrivit sin uppväxt som fattig och hård, både känslomässigt och hälsomässigt. Han har beskrivit att luften i Newcastle upon Tyne gav honom astmaattacker.
Som ung tonåring exponerades han för afroamerikansk musik, jazz och blues, men inspirerades också av folkmusik. När han tidigt på 1960-talet blev medlem i Alan Price Rhythm and Blues Combo, som bildats 1958 bytte gruppen namn till The Animals. Gruppen slog igenom stort 1964 med sin inspelning av "The House of the Rising Sun" som blev singeletta både i Storbritannien och USA. De blev en av huvudgrupperna i brittiska vågen och hade flera andra hitsinglar under 1960-talets mitt till exempel "Don't Let Me Be Misunderstood" och "We Gotta Get Out of This Place". Alla låtar präglas av Burdons distinkta bluesrockröst. Den ursprungliga gruppen föll sönder 1966 och Burdon bildade en ny version av gruppen, baserad i Kalifornien. Denna grupp, The New Animals fick 1967 en stor hit med låten "San Franciscan Nights". Musiken lutade nu betydligt mer åt psykedelisk rock. Efter att även denna grupp upplösts blev Burdon medlem i den amerikanska R&B-gruppen War. Han gjorde två album med gruppen och de fick en hitsingel med "Spill the Wine" 1970.
Han påbörjade 1971 en karriär som soloartist och har sedan dess givit ut många studioalbum. Dessa har dock inte uppmärksammats i samma grad som den musik han gjorde med The Animals och War. Han medverkade 1983 i en kort återförening av The Animals ursprungliga uppsättning. Under 2000-talet var Burdon inblandad i flera rättstvister med trumslagaren John Steel rörande rätten till gruppnamnet The Animals.
Burdon är invald i Rock and Roll Hall of Fame som medlem i The Animals. När magasinet Rolling Stone publicerade en lista över de 100 bästa sångarna någonsin hamnade Burdon på plats 57.

## Diskografi (urval)
Eric Burdon & War
- 1970 – Eric Burdon Declares "War"
- 1970 – The Black-Man's Burdon
- 1976 – Love Is All Around

Eric Burdon & Jimmy Witherspoon
- 1971 – Guilty!

The Eric Burdon Band
- 1974 – Sun Secrets
- 1975 – Stop
- 1982 – Comeback

Eric Burdon (solo)
- 1977 – Survivor
- 1980 – Darkness Darkness
- 1980 – Last Drive
- 1983 – Power Company
- 1988 – I Used to Be an Animal
- 1993 – American Dream
- 1995 – Lost Within the Halls of Fame
- 2004 – My Secret Life
- 2006 – Soul of a Man
- 2008 – Mirage
- 2012 – Eric Burdon & The Greenhornes
- 2013 – 'Til Your River Runs Dry

## Filmografi (urval)

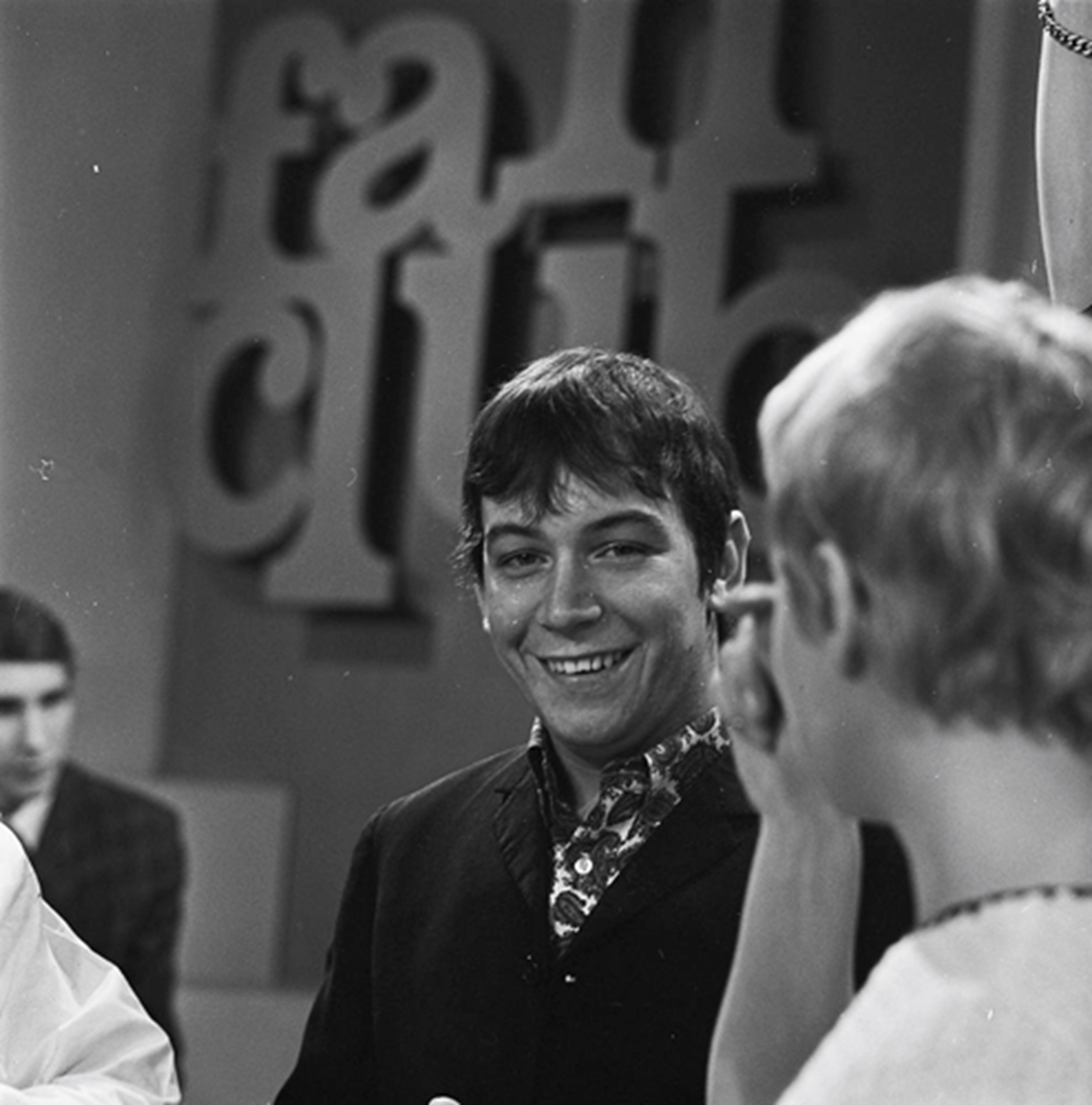
Eric Burdon i det nederländska TV-programmet Fenklup 7 januari 1967.

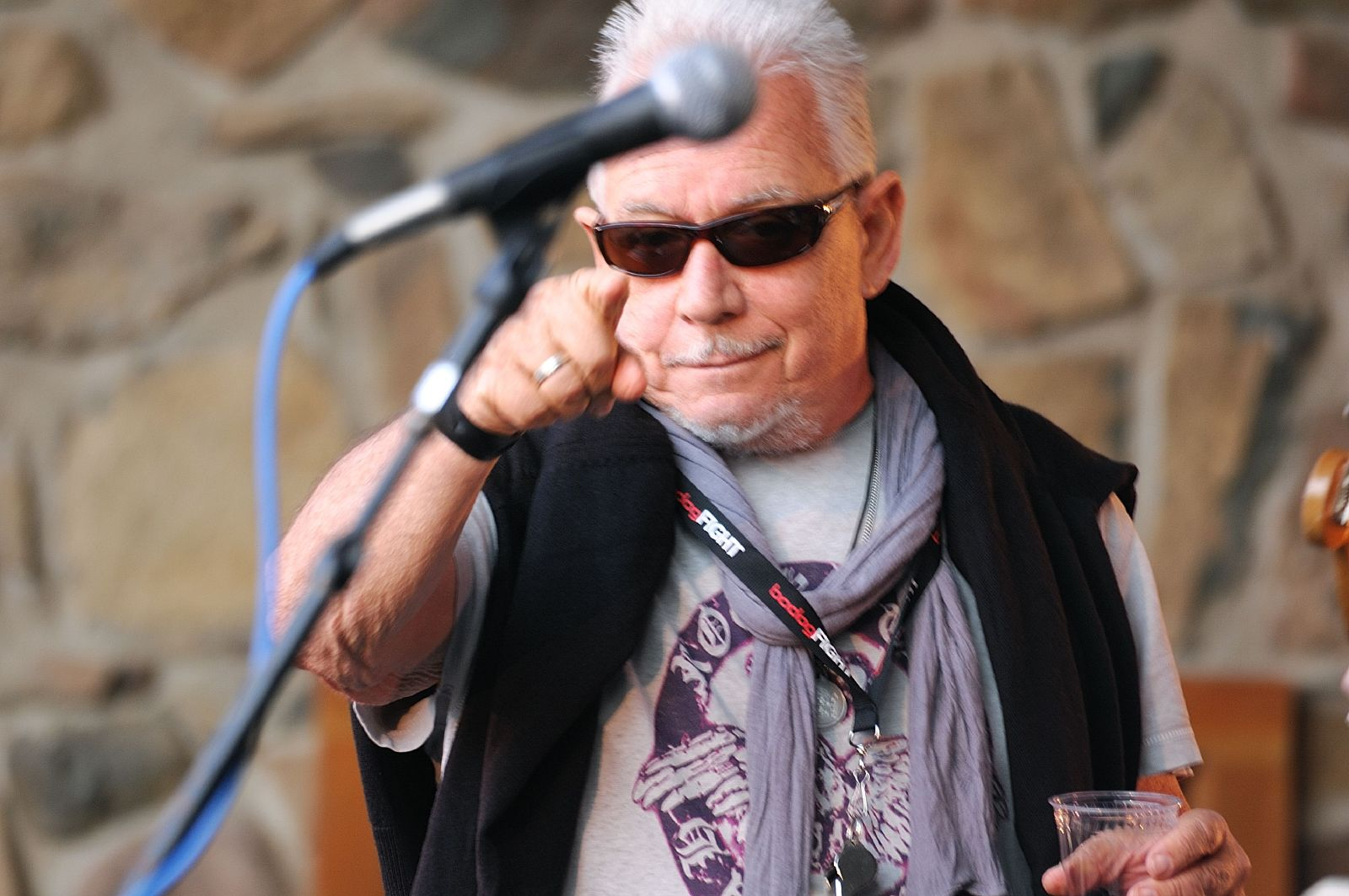
Eric Burdon, 2008

- 1964 – Get Yourself a College Girl
- 1964 – Whole Lotta Shakin'
- 1965 – Pop Gear
- 1965 – The Dangerous Christmas of Red Riding Hood
- 1967 – World of the Animals
- 1967 – It's a Bikini World
- 1967 – Tonite Lets All Make Love in London
- 1968 – All My Loving
- 1968 – Monterey Pop
- 1979 – 11th Victim
- 1982 – Comeback
- 1991 – The Doors
- 1999 – Snow on New Year's Eve
- 2001 – Plaster Caster
- 2001 – Screamin' Jay Hawkins: I Put a Spell on Me
- 2003 – Fabulous Shiksa in Distress
- 2003 – Yes, You Can Go Home
- 2007 – The Blue Hour
- 2008 – Nowhere Now: The Ballad of Joshua Tree
- 2010 – Remembering Nigel